# La Rambla de la Pineda
La Rambla de la Pineda és un sector de la urbanització dels Pinars del Badó, del terme municipal de Sant Quirze Safaja, a la comarca del Moianès.
Constitueix la meitat meridional de la urbanització, a prop del termenal amb Sant Feliu de Codines, just a llevant del Coll de Poses, al nord de la Pineda del Maset.